# کی‌ای‌سی ۸۴۶۲۸۵۲

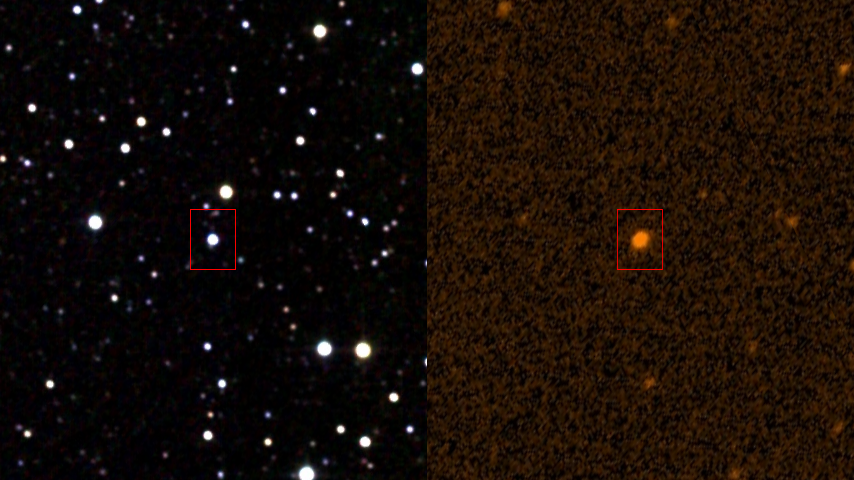
نگاره‌ای از ستارهٔ «کی‌ای‌سی ۸۴۶۲۸۵۲» در فروسرخ و فرابنفش.

کی‌ای‌سی ۸۴۶۲۸۵۲ معروف به Tabby's Star، ستاره‌ای در پیکر آسمانی ماکیان است. این ستاره یک کوتولهٔ سرخ است. فاصلهٔ این ستاره از زمین ۱۴۸۰ سال نوری است. با گسیل فضاپیمای کپلر، دیده‌شد که این ستاره دستخوش دگرگونی‌هایی ناهمسان می‌شود. این دگرگونی، کاهش شار شید افشانی آن به میزان ۲۰٪ است.

## موقعیت ظاهری
کی‌ای‌سی ۸۴۶۲۸۵۲ در پیکر آسمانی ماکیان، به چشم میان ستاره های دنب و دلتا ماکیان جای گرفته است.

## فرضیات

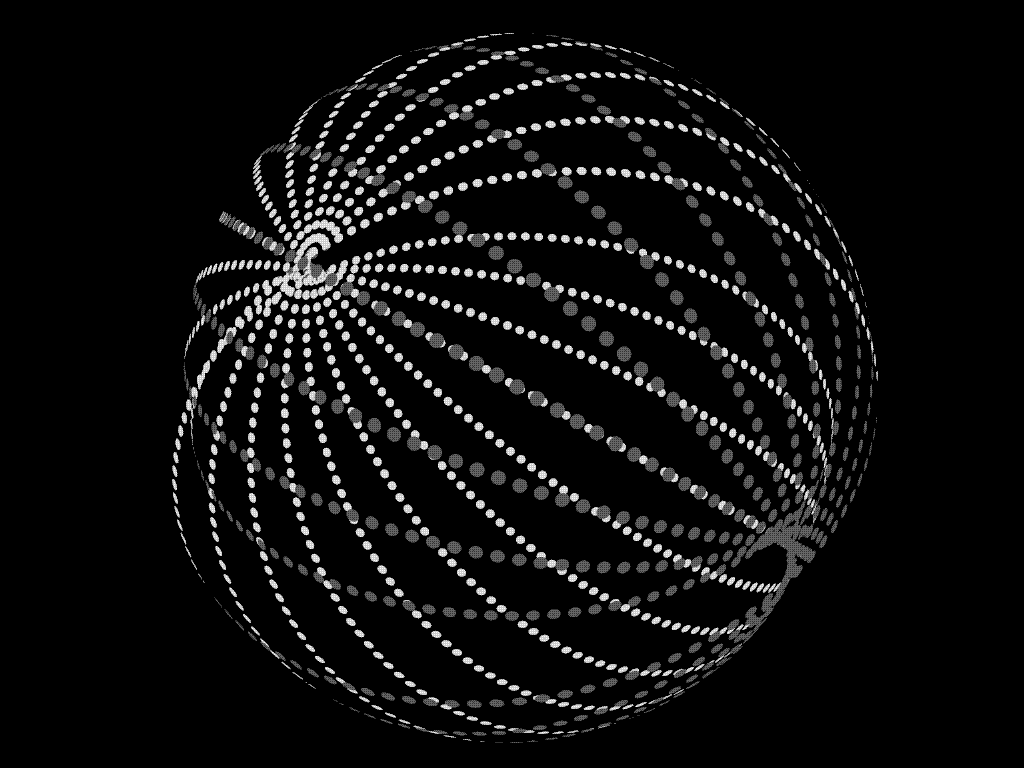
تصویری از کره دایسون

برخی از دانشمندان گمان دارند که این تغییرات در کاهش نور ستاره، می‌تواند نشان‌دهندهٔ تمدنی از موجودات فضایی باشد.
یکی از فرضیه‌ها برای تنزلی به این اندازه در سطح شار نور، وجود کلان‌سازه‌ای است که موجودات فضایی برای جذب انرژی ستاره ساخته‌اند. این سازه چیزی به مانند کرهٔ دایسون است که فریمن دایسون، فیزیکدان، در رواج فرضیه آن کوشید.
اگر فروکاسته شدن در شار این ستاره، دلیلی طبیعی نداشته باشد، می‌تواند به کشف تمدنی از جامعه‌ای فرازمینی نوع دوم یا مرز میان دوم و سوم منجر شود.

## بررسی‌های پیگیرانه
در ۱۹ اکتبر سال ۲۰۱۵، بنیاد SETI اعلام کرد که با آرایهٔ تلسکوپی الن آغاز به جست‌وجوی فرستنده‌های رادیویی کرده که ممکن است گویای زندگی هوشمند فرازمینی در نزدیکی این ستاره باشد.
پس از دو هفته برآوردهای نخستین، بنیاد SETI در نوامبر ۲۰۱۵ گزارش داد که گواهی بر سیگنال‌های رادیویی مرتبط با فناوری از منظومهٔ ستارهٔ کی‌ای‌سی ۸۴۶۲۸۵۲ پیدا نکرده‌است.